# Filistatoides
Genre
Filistatoides est un genre d'araignées aranéomorphes de la famille des Filistatidae.

## Distribution
Les espèces de ce genre se rencontrent au Mexique, au Guatemala et à Cuba.

## Liste des espèces
Selon World Spider Catalog (version 23.5, 24/09/2022) :
- Filistatoides insignis (O. Pickard-Cambridge, 1896)
- Filistatoides polita (Franganillo, 1936)
- Filistatoides xichu Brescovit, Sánchez-Ruiz & Alayón, 2016

## Systématique et taxinomie
Ce genre a été décrit par F. O. Pickard-Cambridge en 1899 dans les Filistatidae.

## Publication originale
- F. O. Pickard-Cambridge, 1899 : « Arachnida - Araneida and Opiliones. » Biologia Centrali-Americana, Zoology, vol. 2, p. 41-88 (texte intégral).